# Caesalpinia hymenocarpa
Đồng tiền hay còn gọi vang lá màng, lép mèo (danh pháp khoa học: Caesalpinia hymenocarpa) là một loài thực vật có hoa trong họ Đậu. Loài này được (Prain) Hattink miêu tả khoa học đầu tiên.